# Basketballkurv
En basketballkurv (i forbindelse med basketball normalt kun kaldt "kurven") er målet i basketball. Kurven består af en ring med et net, som bolden kan passere igennem, og er forsynet med en bagplade (kaldet "pladen"). Basketballkurve fås i flere varianter – fra små udgaver beregnet til legetøj til den officielle kurv beregnet til konkurrenceidræt. 
Nogle kurve er konstrueret med et fjedersystem således, at man kan udføre et dunk, uden at overføre al kraften til kurven. Det er normalt ikke tilladt at gribe fat i ringen og hænge fast i den (mest fordi kurven ikke kan holde til det).
Basketballkurven kom til at hedde kurv, da det oprindeligt var en rund ferskenkurv, der blev brugt som mål. I starten havde man endda ikke hul i bunden, så man måtte bruge en stav til at få bolden ud.

## Bagpladen
Bagpladen blev indført i 1896 for at forhindre tilskuere, som sad på balkoner over kurvene i at blande sig i spillet. Spillerne lærte hurtige at bruge bagpladen til at få bolden i kurven.
Plader findes i flere udformninger. På transportable træningsstativer har man typisk en mindre, let bagplade af plastic, som ikke kræver den store modvægt for at holde balancen. Til officiel turneringsbrug skal bagpladen opfylde de internationale mål og skal være gennemsigtig eller evt. hvid. 

## Officielle regler for basketballkurve
Dette er et uddrag af reglerne som angivet af det internationale basketballforbund, FIBA pr. april 2008:
- Bagpladen skal være gennemsigtig til konkurrencer på internationalt niveau. På nationalt niveau kan man bruge hvidmalede bagplader. Pladerne må ikke reflektere lys og skal være konstrueret således, at de ikke splintrer, hvis de går i stykker. Desuden skal de på internationalt niveau have en beskyttelseskant.
- Pladen skal måle 1800 * 1050 mm (med en mindre margin til at være hhv. bredere og højere).
- Striberne på bagpladen skal være hvide, hvis pladen er gennemsigtig og sorte, hvis pladen er hvid. Striberne skal være 5 cm brede. Striberne skal udgøre dels et rektangel, som indrammer pladen, og dels et, hvor toppen af den nederste stribe flugter med ringkanten, og som er 590 mm bredt og 450 mm højt.
- Ringen har en indre diameter på 450 mm, og skal være lavet af et 18-20 mm tykt stålrør. Ringen skal være orangefarvet.
- Ophænget til nettet må ikke have skarpe kanter eller huller større end 8 mm (for at forhindre fingre i at sætte sig fast).
- For at undgå mest mulig kraftoverførsel til pladen, må ringen ikke være fastgjort direkte på bagpladen.
- Ringens øverste kant skal sidde 3050 mm over jorden og den indre kant skal være 151 mm fra bagpladen.
- På internationalt niveau anvender man ringe med trykudløsning, så kurven giver sig lidt, når den bliver påvirket med en bestemt kraft (svarende til at en spiller griber fat i ringen). Det gør man for at sikre, at en kurv ikke går i stykker midt under en kamp.

## Forskellige basketballkurve
- En kurv med jernkæder som net er beregnet til udendørs brug.
- Kurv med gennemsigtig bagplade.
- Transportabelt træningsstativ.
- En typisk indendørs basketballkurv med loftsophæng.